# Alexandr (Trapicyn)
Svatý Alexandr (světským jménem: Alexandr Ivanovič Trapicyn; 29. srpna 1862, Volma – 14. ledna 1938, Kujbyšev) byl ruský duchovní Ruské pravoslavné církve, arcibiskup pugačjovský a vikář saratovské eparchie, mučedník.

## Život
Narodil se 29. srpna 1862 ve vesnici Volma Vjatské gubernie jako syn diákona Ioanna Trapicyna a jeho manželky Klavdie.
Roku 1878 dokončil Vjatské duchovní učiliště a poté Vjatský duchovní seminář. Následně pokračoval ve studiu na Kazaňské duchovní akademii.
Od roku 1888 byl dozorce studentů duchovního učiliště a stejného roku se oženil. Roku 1892 po narození syna ovdověl.
Dne 23. února 1889 byl rukopoložen na diákona a 26. února na jereje. Začal sloužit v chrámu Všech svatých ve Vjatce.
Byl učitelem Zákona Božího (katechismus) na Vjatském eparchiálním ženském učilišti a Alexandrovském reálném učilišti.
Roku 1894 vykonal pouť do Svaté země.
Dne 27. května 1896 se stal členem Vjatské eparchiální školní rady. Stejného roku byl jmenován inspektorem Vjatského duchovního semináře a roku 1900 jeho rektorem.
Dne 26. února 1900 jej biskup vjatský a slobodský Alexij (Opockij) postřihnul na monacha.
Roku 1901 byl povolán do Sarapulu, aby zde provedl kontrolu školy.
Dne 28. července 1901 jej Nejsvětější synod jmenoval rektorem Kalužského duchovního semináře s povýšením na archimandritu.
Roku 1904 byl zvolen biskupem muromským a vikářem vladimirské eparchie. Dne 12. prosince 1904 proběhla jeho biskupská chirotonie. Světiteli byli metropolita petrohradský a ladožský Antonij (Vadkovskij), metropolita moskevský a kolomenský Vladimir (Bogojavlenskij), metropolita kyjevský a haličský Flavian (Goroděckij) aj.
Dne 23. listopadu 1907 se stal biskupem jurjevským a prvním vikářem vladimirské eparchie.
Dne 29. května 1912 byl ustanoven biskupem vologdským a totěmským.
Roku 1919 byl odsouzen k šesti měsícům nucených prací.
Od roku 1920 začal sloužit jako biskup simbirský a syzranský.
Roku 1923 uznal renovační vyšší církevní správu, ale v dubnu 1923 odešel do důchodu kvůli neochotě pracovat s renovátory.
Od roku 1928 byl biskupem simferopolským a krymským. V srpnu 1928 byl jmenován na samarskou katedru s povýšením na arcibiskupa.
Roku 1933 proti němu bylo zahájeno trestní řízení pro obvinění z protisovětské činnosti. Úřady ho obvinily jako vůdce kontrarevoluční skupiny. Dne 29. října 1933 byl Sjednocenou státní politickou správou odsouzen ke třem letům vyhnanství na Uralu.
Od roku 1935 byl arcibiskupem pugačjovským a vikářem saratovská eparchie. Po návratu z exilu se usadil v Uljanovsku a poté odešel do Samary.
Dne 30. listopadu 1937 byl spolu s 26 duchovními a laiky zatčen. Byl obviněn za sjednocení kněží, hlavně těch, kteří přišli z exilu. Dne 21. prosince 1937 byl odsouzen k trestu smrti a 14. ledna 1938 byl rozsudek vykonán.

## Kanonizace
Dne 20. srpna 2000 ho Ruská pravoslavná církev svatořečila jako mučedníka a byl zařazen mezi Sbor všech novomučedníků a vyznavačů ruských.
Jeho svátek je připomínán 14. ledna (1. ledna – juliánský kalendář).